# Cecidomyia atra
Cecidomyia atra är en tvåvingeart som först beskrevs av Roser 1840.  Cecidomyia atra ingår i släktet Cecidomyia och familjen gallmyggor.
Artens utbredningsområde är Tyskland. Inga underarter finns listade i Catalogue of Life.